# Silbersee (Celle)
Der Silbersee ist eine ehemalige Tongrube in der Stadt Celle im Landkreis Celle. Der See liegt in der südlichen Lüneburger Heide zwischen den Celler Ortsteilen Vorwerk und Garßen. Er wird von unterirdischen Quellen gespeist.
Der See wird als Badesee genutzt und teilweise von einem Campingplatz umgeben. Am Ufer befinden sich mehrere Sandstrände sowie Liegewiesen. In den Strandbereichen sind die Ufer abgeflacht. Am Ufer stocken teilweise Gehölze. Sanitäre Anlagen, eine Gaststätte und ein Imbiss sowie Freizeitmöglichkeiten sind vorhanden.